# Tiger Airways
Tiger Airways Singapore Pte Ltd (SGX: J7X), que operaba como Tigerair, era una aerolínea de bajo coste con base en Singapur. Operaba vuelos a destinos regionales del Sureste de Asia, Australia, China e India desde su base principal en el Aeropuerto de Singapur Changi.
Tiger Airways ganó la CAPA Low Cost Airline of the Year Award de 2006 y 2010. 
Tigerair se fusionó con Scoot el 25 de julio de 2017, operando bajo la marca Scoot.

## Flota
Al momento de la fusión con Scoot, la flota de Tigerair consistía en las siguientes aeronaves:
| Aeronave        | En servicio | Pasajeros | Pasajeros | Pasajeros | Notas               |
| Aeronave        | En servicio | J         | Y         | Total     | Notas               |
| --------------- | ----------- | --------- | --------- | --------- | ------------------- |
| Airbus A319-100 | 2           | —         | 144       | 144       | Transferido a Scoot |
| Airbus A320-200 | 21          | —         | 180       | 180       | Transferido a Scoot |
| Boeing 787–8    | 4           | 21        | 314       | 335       | Transferido a Scoot |
| Boeing 787–8    | 4           | 18        | 311       | 329       | Transferido a Scoot |
| Boeing 787–9    | 4           | 35        | 340       | 375       | Transferido a Scoot |
| Total           | 31          |           |           |           |                     |

Todos los A320 ofrecían una configuración única de 180 asientos de clase turista. La separación entre asientos era de 72,5 cm para filas estándar y 97,5 cm para las filas con espacio extra para las piernas y de las salidas de emergencia.